# Donald Johnston (wioślarz)
Donald Hendrik Johnston (ur. 30 września 1899 w Albany, zm. 4 sierpnia 1984 w hrabstwie Arlington) – amerykański oficer i wioślarz, mistrz olimpijski.
Wystąpił na igrzyskach olimpijskich w Antwerpii w 1920, gdzie reprezentanci USA w składzie: Virgil Jacomini, Edwin Graves, William Jordan, Edward Moore, Alden Sanborn, Donald Johnston, Vincent Gallagher, Clyde King i Sherman Clark (sternik) zdobyli złoty medal w ósemce. W finale o 0,8 sekundy pokonali Brytyjczyków. Był to jego jedyny start olimpijski.
Był zawodowym wojskowym, służył w United States Air Force. Służbę zakończył w 1952 w stopniu kapitana.